# Nepenthes pectinata
Nepenthes pectinata este o specie de plante carnivore din genul Nepenthes, familia Nepenthaceae, ordinul Caryophyllales, descrisă de Danser. Conform Catalogue of Life specia Nepenthes pectinata nu are subspecii cunoscute.